# 185. Infanterie-Division (Deutsches Kaiserreich)
Die 185. Infanterie-Division war ein Großverband der Preußischen Armee im Ersten Weltkrieg.

## Geschichte
Der Großverband ging aus der 185. Infanterie-Brigade hervor und wurde im Juni 1916 als 185. Division etatisiert. Sie wurde ausschließlich an der Westfront eingesetzt. Nach Kriegsende kehrte sie in die Heimat zurück, wo sie im Januar 1919 aufgelöst wurde.

### Gefechtskalender

#### 1916
- 19. bis 30. Juni – Reserve der 3. Armee
- 01. bis 26. Juli – Schlacht an der Somme
- 30. Juli bis 7. August – Kämpfe an der Aisne
- 07. bis 29. August – Stellungskämpfe in der Champagne
- 30. August bis 9. September – Reserve der 1. Armee
- 09. bis 23. September – Schlacht an der Somme
- 23. September bis 3. November – Kämpfe an der Aisne
- 04. bis 26. November – Schlacht an der Somme
  - 18. bis 26. November – Kämpfe bei Saillisel
- 27. November bis 5. Dezember – Stellungskämpfe an der Somme
- ab 5. Dezember – Stellungskämpfe an der Yser

#### 1917
- bis 13. April – Stellungskämpfe an der Yser
- 13. bis 20. Mai – Schlacht bei Arras
- 21. Mai bis 27. Oktober – Stellungskämpfe in Flandern und Artois
- 27. Oktober bis 28. November – Schlacht in Flandern
- ab 28. November – Kämpfe in der Siegfriedstellung
  - 20. bis 29. November – Schlacht von Cambrai
  - 30. November bis 7. Dezember – Angriffsschlacht bei Cambrai

#### 1918
- bis 11. Januar – Kämpfe in der Siegfriedstellung
- 11. Januar bis 20. März – Reserve der OHL
  - 2. Februar bis 20. März – Stellungskämpfe im Artois und Aufmarsch zur Großen Schlacht in Frankreich
- 21. März bis 6. April – Große Schlacht in Frankreich
- 07. April bis 9. August – Kämpfe zwischen Arras und Albert
- 10. bis 20. August – Abwehrschlacht zwischen Somme und Avre
- 22. August bis 2. September – Schlacht Albert-Péronne
- 03. bis 7. September – Kämpfe vor der Siegfriedfront
- 08. September bis 8. Oktober – Abwehrschlacht zwischen Cambrai und St. Quentin
- 09. Oktober bis 4. November – Kämpfe vor und in der Hermannstellung
- 05. bis 11. November – Rückzugskämpfe vor der Antwerpen-Maas-Stellung
- ab 12. November – Räumung des besetzten Gebietes und Marsch in die Heimat

## Gliederung

### Kriegsgliederung vom 29. Januar 1917
- 29. Infanterie-Brigade
  - Reserve-Infanterie-Regiment Nr. 28
  - 5. Rheinisches Infanterie-Regiment Nr. 65
  - 10. Rheinisches Infanterie-Regiment Nr. 161
  - 3. Eskadron/Jäger-Regiment zu Pferde Nr. 5
  - Feldartillerie-Regiment Nr. 165
  - 10. Kompanie/Pionier-Bataillon Nr. 28
  - Pionier-Kompanie Nr. 185
  - Scheinwerferzug Nr. 185
  - Minenwerfer-Kompanie Nr. 402
  - Fernsprech-Doppelzug Nr. 185
  - Feldsignal-Trupps Nr. 37 und 149

### Kriegsgliederung vom 1. Mai 1918
- 29. Infanterie-Brigade
  - Reserve-Infanterie-Regiment Nr. 28
  - 5. Rheinisches Infanterie-Regiment Nr. 65
  - 10. Rheinisches Infanterie-Regiment Nr. 161
  - 3. Eskadron/Jäger-Regiment zu Pferde Nr. 5
- Artillerie-Kommandeur Nr. 185
  - Feldartillerie-Regiment Nr. 185
  - II. Bataillon/Reserve-Fußartillerie-Regiment Nr. 16
- Pionier-Bataillon Nr. 185
- Divisions-Nachrichten-Kommandeur Nr. 185

## Kommandeure
| Dienstgrad                   | Name             | Datum                               |
| ---------------------------- | ---------------- | ----------------------------------- |
| Generalmajor/Generalleutnant | Paul von Uthmann | 05. Juni 1916 bis 1. Februar 1918   |
| Generalmajor                 | Rudolf von Horn  | 03. Februar 1918 bis 9. Januar 1919 |